# Les Nouveaux Aristocrates
Pour plus de détails, voir Fiche technique et Distribution.
Les Nouveaux Aristocrates est un film français de Francis Rigaud, sorti en 1961. C'est l'adaptation d'un roman de Michel de Saint Pierre, suite de son roman Les Aristocrates.

## Synopsis
Denis Prûlé-Rousseau, 18 ans, fils d'un chirurgien réputé, est élève en classe de philosophie dans un collège catholique à Versailles. À la mort de son vieux professeur de philosophie, un laïc dont il appréciait l'enseignement, Denis est d'autant plus désorienté qu'il apprend que son successeur est un jésuite, le père de Maubrun. Craignant les partis-pris d'un homme d'Église, il monte ses camarades contre le nouveau professeur. Or, le père de Maubrun, qui fait ses débuts dans l'enseignement, se montre rapidement à la hauteur de sa tâche. Denis maintient pourtant son attitude intransigeante à l'égard du religieux. Son malaise et sa rébellion sont aussi un reflet des problèmes familiaux qu'il vit : alors que son père est parti à un congrès médical à Rome avec sa maîtresse, sa mère parle ouvertement de divorce. L'adolescent a perdu la foi et ne cache pas son mépris des valeurs matérialistes adoptées par les garçons et les filles de son âge.

## Fiche technique
- Titre : Les Nouveaux aristocrates
- Réalisation : Francis Rigaud, assisté de Bernard Paul et Guy Suzuki
- Scénario et dialogues : Francis Rigaud, Jacques Vilfrid et Michel de Saint Pierre, d'après son roman
- Photographie : Jacques Robin
- Montage : Pierre Gillette
- Musique : Richard Cornu
- Société de production : Chronos Films
- Société de distribution : Compagnie française de distribution cinématographique
- Durée : 95 minutes
- Date de sortie : 13 décembre 1961

## Distribution
- Charles Belmont : Denis Prûlé-Rousseau
- Paul Meurisse : Le père Philippe de Maubrun
- Maria Mauban : Elisabeth Prûlé-Rousseau
- Yves Vincent : Le docteur Pierre Rousseau
- Catherine Sola : Marie-Bénédicte Prûlé-Rousseau prénommée Mab
- Michel Galabru : Le père Menuzzi
- Mireille Darc : Milou Rivoire
- Janine Vila : Sylvie
- Jacques Monod : Charles, l'avocat
- Jean Ozenne : Eloi Dolimaire, un romancier mondain
- Serge Selmar
- Alain Franco
- René Tramoni (René Renal)  : Un camarade de Denis
- Michel Gonzalès
- Philippe Héritier
- Jean-Claude Brunel : Un camarade de Denis
- Philippe Forquet : Un camarade de Denis
- Denise Provence
- Michel Etcheverry : Le recteur
- Jean-Claude Mathieu : Petit rôle (non crédité)
- Paul Préboist : L'imprimeur (non crédité)